# Модель HJM
Модель или подход Хита-Джарроу-Мортона (HJM , Heath-Jarrow-Morton framework ) - в стохастической финансовой математике представляет собой общую структуру для моделирования эволюции мгновенных форвардных процентных ставок в риск-нейтральной мере в целях обеспечения безарбитражности совместной динамики для различных сроков. Концепция HJM берёт своё начало в работах Дэвида Хита , Роберта А. Джарроу и Эндрю Мортона в конце 1980-х годов.
HJM не является конкретной моделью ставок, а лишь определяет необходимую структуру этих моделей в зависимости от моделирования волатильности форвардных ставок, соответственно, в рамках HJM могут быть получены различные модели. Принципиальный вывод и характерное требование HJM-подхода к моделированию динамики ставок - трендовая составляющая (дрифт) диффузионных моделей форвардных ставок полностью определяется функциями волатильности и не может быть независимым параметром. Поскольку из динамики форвардных ставок можно определить динамику краткосрочной ставки, то из подхода HJM следуют также необходимые условия безарбитражности соответствующих диффузионных моделей краткосрочной ставки. В частности, классическая модель Васичека с постоянными параметрами не удовлетворяет требованиям  HJM, однако аналогичная модель с изменяющимся (специальным образом) долгосрочным уровнем уже соответствует HJM (см. Модель Халла-Уайта).
HJM моделирует динамику форвардных ставок и конкретизирует трендовую составляющую именно в риск-нейтральной мере, так как форвардная ставка {\displaystyle f(t,T)} в собственной форвардной мере (то есть в {\displaystyle T}-форвардной мере) является мартингалом и в этой мере её трендовая компонента просто нулевая. Рассмотрение форвардных ставок в собственных мерах удобно не всегда - при рассмотрении одновременной динамики различных форвардных ставок желательно их оценивать в единой мере, в качестве которой в HJM выступает риск-нейтральная мера (тем не менее можно записать формулу и для единой форвардной меры).  Моделирование совместной динамики дискретных (по т.н. тенорам) форвардных ставок в единой форвардной мере реализовано в модели LMM
Однако модели, разработанные в соответствии с общей структурой HJM, часто являются немарковскими. Ряд исследователей внесли большой вклад в решение этой проблемы. Они показывают, что если структура волатильности форвардных ставок удовлетворяет определённым условиям, то модель HJM может быть полностью выражена марковской системой с конечным состоянием, что делает её вычислительно осуществимой.

## Математическая модель
Общий вид модели в виде стохастического дифференциального уравнения динамики форвардных ставок в риск-нейтральной мере имеет вид:
{\displaystyle df(t,T)=\left({\boldsymbol {\sigma }}^{T}(t,T)\int _{t}^{T}{\boldsymbol {\sigma }}(t,s)ds\right)dt+{\boldsymbol {\sigma }}^{T}(t,T)d{\boldsymbol {W}}_{t}={\boldsymbol {\sigma }}^{T}(t,T)\left[\left(\int _{t}^{T}{\boldsymbol {\sigma }}(t,s)ds\right)dt+d{\boldsymbol {W}}_{t}\right]}
где {\displaystyle f(t,T)} - процесс мгновенной форвардной ставки для срочности {\displaystyle T-t}
{\displaystyle {\boldsymbol {W}}_{t}} - многомерный (в общем случае) винеровский процесс (вектор независимых процессов Винера)
{\displaystyle {\boldsymbol {\sigma }}(t,T)} - векторный процесс волатильности для соответствующей форвардной ставки.
Как видно, трендовая составляющая (дрифт) процесса {\displaystyle \mu (t,T)={\boldsymbol {\sigma }}^{T}(t,T)\int _{t}^{T}{\boldsymbol {\sigma }}(t,s)ds} полностью определяется процессом волатильности вполне конкретным способом. Это и есть принципиальная особенностm HJM (по существу - требование безаритражности модели). Поскольку краткосрочная ставка равна {\displaystyle r_{t}=f(t,t)}, то это одновременно налагает ограничение и на параметры моделей краткосрочной ставки. Модель краткосрочной ставки в риск-нейтральной мере имеет следующий вид:
{\displaystyle r_{t}=f(t,t)=f(0,t)+\int _{0}^{t}{\boldsymbol {\sigma }}^{T}(u,t)\int _{u}^{t}{\boldsymbol {\sigma }}(u,s)dsdu+\int _{0}^{t}{\boldsymbol {\sigma }}^{T}(u,t)dW_{u}}
Такой процесс в общем случае не является марковским.

### Вывод формулы
В риск-нейтральной мере безарбитражная динамика стоимости бескупонной облигации с единичным номиналом (дисконт-фактор) должна иметь вид:
{\displaystyle dP(t,T)/P(t,T)=r_{t}dt+{\boldsymbol {\sigma }}_{P}^{T}(t,T)dW_{t}}
где {\displaystyle {\boldsymbol {\sigma }}_{P}(t,T)} - вектор волатильности для процесса стоимости дисконтных облигаций,
{\displaystyle r_{t}=f(t,t)} - краткосрочная (мгновенная спот-) ставка.
Тогда из формулы Ито следует, что процесс логарифма от цены дисконтной облигации удовлетворяет следующему уравнению:
{\displaystyle d\ln P(t,T)=\left[r_{t}-{\frac {1}{2}}{\boldsymbol {\sigma }}_{P}^{T}(t,T){\boldsymbol {\sigma }}_{P}(t,T)\right]dt+{\boldsymbol {\sigma }}_{P}^{T}(t,T)dW_{t}}
Тогда, учитывая, что мгновенная форвардная ставка связана с ценой дисконтной облигации как {\displaystyle f(t,T)=-\partial _{T}\ln P(t,T)} получим:
{\displaystyle df(t,T)=\partial _{T}{\boldsymbol {\sigma }}_{P}^{T}(t,T){\boldsymbol {\sigma }}_{P}(t,T)dt-\partial _{T}{\boldsymbol {\sigma }}_{P}^{T}(t,T)dW_{t}}
Обозначив {\displaystyle \sigma (t,T)=-\partial _{T}{\boldsymbol {\sigma }}_{P}(t,T)} и соответственно {\displaystyle \sigma _{P}(t,T)=-\int _{t}^{T}{\boldsymbol {\sigma }}(t,s)ds}, получим
{\displaystyle df(t,T)=\mu (t,T)dt+{\boldsymbol {\sigma }}^{T}(t,T)dW_{t}},
где {\displaystyle \mu (t,T)={\boldsymbol {\sigma }}^{T}(t,T)\int _{t}^{T}{\boldsymbol {\sigma }}(t,s)ds}
Это и есть основной результат и требование к моделям в рамках безарбитражного HJM-моделирования динамики ставок.

## Пример HJM-модели
Наиболее простая HJM-модель может быть получена как однофакторная (один винеровский процесс) модель с постоянной и одинаковой для всех сроков волатильностью {\displaystyle \sigma (t,T)=\sigma }. Очевидно, в этом случае
{\displaystyle \int _{t}^{T}\sigma ds=\sigma \int _{t}^{T}ds=\sigma (T-t)}
Тогда для риск-нейтральной динамики мгновенной форвардной ставки имеем:
{\displaystyle df(t,T)=\sigma ^{2}(T-t)dt+\sigma dW_{t}}
Тогда,
{\displaystyle f(t,T)-f(0,T)=\int _{0}^{t}df(s,T)=\sigma ^{2}\int _{0}^{t}(T-s)ds+\sigma \int _{0}^{t}dW_{s}=-0.5\sigma ^{2}[(T-t)^{2}-T^{2}]+\sigma W_{t}}
Следовательно
{\displaystyle r_{t}=f(t,t)=f(0,t)+0.5\sigma ^{2}t^{2}+\sigma W_{t}}
Дифференцируя по t получим оконачательно следующую модель для краткосрочной ставки ввиде стохастического дифференциального уравнения:
{\displaystyle dr_{t}=(\partial _{t}f(0,t)+\sigma ^{2}t)dt+\sigma dW_{t}}
Полученное уравнение соответствует модели Хо-Ли. Таким образом, эта модель краткосрочной ставки соответствует исходной модели форвардных ставок с постоянной волатильностью.
Аналогично можно показать, что экспоненциально убывающая волатильность форвардной ставки {\displaystyle \sigma (t,T)=\sigma e^{-k(T-t)}} соответствует модели Халла-Уайта для краткосрочной ставки.